# Grootkamenier van Frankrijk
De Grootkamenier van Frankrijk (Frans: Grand chambrier de France) was lid van het Franse hof en een van de oudste Grootofficieren van de Kroon van Frankrijk.
Het kroonambt werd in 1545 door Frans I opgeheven. De taken werden overgenomen door de Grootkamerheer van Frankrijk. Tot dat moment was de grootkamenier belangrijker dan de grootkamerheer.

## Lijst van Groot Chambriers Frankrijk
- 1061–1108: Galeran de Senlis (Blanchard Silvanectensis)
- 1108–1121: Guy de Senlis
- 1121–1130: Guillaume de Senlis
- 1130-1112?: Alberik I de Mello en Dammartin, (c. 1080 – † 1112)
- 1151–1175: Mathieu II de Beaumont, (c. 1110 – † 1174)
- 1178–1191: Adam I de Beaumont-Gâtinais, (1150- † 1191)
- 1190-1207: Mathieu III de Beaumont
- 1208–1237: Barthélemy de Roye, (1170 – † 1237)
- 1237–1240: Jean I de Beaumont-Gâtinais, (1190 – † 1255)
- 1240-1248: Jean de Nanteuil[1][2][3]
- 1260–1270: Alphonse de Brienne, (1227 – † 1270)
- 1270–1277: Erard de Vallery
- 1277–1306: Robert II van Bourgondië, (1248 – † 1306)
- 1310–1341: Lodewijk I van Bourbon, (1279 – † 1341)
- 1342–1356: Peter I van Bourbon, (1311 – † 1356)
- 1360–1389: Olivier van Mauny-Thorigny
- 1364-1380: Jean de Nantouillet[4]
- 1408–1427: Lodewijk I van Vendôme, (1376 – † 1446)
- 1427–1434?: Georges de la Trémoïlle, (c. 1382 -† 1446)
- 1434–1456: Karel I van Bourbon, (1401 – † 1456)
- 1458–1488: Jan II van Bourbon, (1426 – † 1488)